# 單國璽
單國璽，S.J.（1923年12月2日—2012年8月22日）是天主教會樞機、耶穌會會士。曾任天主教花蓮教區主教、天主教高雄教區主教與新北市私立徐匯高級中學校長、光啟文教視聽節目服務社社長、天主教輔仁大學董事長及名譽董事長、高雄市私立明誠高級中學榮譽董事長，也是天主教輔仁大學榮譽博士。單國璽是第一位以台灣教區主教身份獲教宗冊封為樞機主教者，也是繼田耕莘、斌後第三位中華民國國籍樞機，為華人第六位獲得此榮銜者。
單國璽精通八種語言。1975年獲選中華民國教育部「全國私校十大教育家」，墓誌銘：「生於基督，活於基督，死於基督，永屬基督」。

## 早年生活
單國璽1923年12月2日出生於直隸省濮陽縣（今屬河南省濮陽市），父母皆為天主教徒。十幾歲時一次疑似中暑造成的突然身體不適，讓他感覺到「靈魂離開了身體」，也就是瀕死經驗，發燒不退許久，這時候自以為不行了，告訴母親自己想當神父，雖然母親痛心但也同意了，「當神父雖然讓母親失去了一個兒子，但天父利用了我。」
其未來志願曾有醫師及水利工程師。他的神職之路受小學的校長隆其化神父啟發。中日戰爭前期，隆其化神父以身保護躲在教會裡的難民，對日本人以英語喊著：「好，來打我吧，裡面只有女人小孩。打啊。」一名日本兵隊長與神父溝通後了解狀況，並照著神父說的探勘過教會後，命令日本兵站崗三天三夜不得離開。18歲那年，單國璽以絕食抗議父母為其訂婚。
中華民國政府在第二次國共內戰失利下，他隨耶穌會撤退，輾轉從北京逃到上海、澳門、香港，最後在馬尼拉就讀。23歲時加入耶穌會，1955年3月在菲律賓碧瑤市晉鐸。1963年來到台灣後，擔任耶穌會彰化靜山文學院院長。

## 徐匯中學校長
1970年單國璽接手朱天健神父，成為台北縣私立徐匯高級中學第二任校長。
前一年半台灣省政府教育廳未核准其校長資格，單在其回憶錄表示，他的校長資格案呈報給省教育廳卻遲遲無音訊，半年過去，有人告訴他，要當校長必須要加入中國國民黨，他回應，自己是天主教神職人員，他屬於天主，校長大可以不當，但絕不加入任何政黨。又過了半年他的校長教育資格才批准下來。
五十歲不到的他，曾在《空虛自己》一書表示，感覺到有些老師和學生對他有隔離感。
前任朱校長是一個喜好和同學嘻嘻哈哈的一個人。甚至打籃球，踢足球。自己性格拘謹內向，表情嚴肅，當然無法受到學生老師歡迎。
兩人皆為菲律賓碧瑤神學院學生，雖然都一樣關心學生，但方法並不相同。
單國璽是將學生帶去校長室問話，但朱校長則是隨時隨地都在關心學生。
資深老師評論，他理所當然的是「好人好事代表」。但爾後在1976年真的獲頒。
單國璽一到徐匯，發現許多學生都以考上建國中學為目標。但他自己反思，為什麼自己辛辛苦苦培育的學生要去考其他學校。好似能早點拿取國立大學保證書。
於是單國璽任內，二月掌校，四月頒布直升辦法。
- 如果能考上建國中學，高中學雜費全免。
- 如果每學期成績持續優良並進步，學雜費繼續減免。
- 高中畢業後，若考取國立大學，高中所繳學雜費退還。

當年初三應屆畢業生，共有三十九位達到直升資格。而三十四位原封不動選擇了徐匯高中部。最大的原因是單國璽親手創立的。也是第一屆。李萬益，第一屆校友表示「單神父曾多次提到我們猶如他的長子。」
因徐匯的直升辦法奏效，在單國璽任內的五年四個月，升學成績是最好的一段。高雄的道明，台中的曉明衛道，台北光仁崇光等天主教校紛紛仿效。

## 光啟社
1976年單國璽離開徐匯中學後，任職於耶穌會旗下的光啟文教視聽節目服務社。
2012年8月27日，單國璽的學生、前華視副總經理朱立熙說，國民黨因勸單國璽失利，擔心當時具有電視台之廣播功能的光啟社製播「反動」節目蠱惑人心，於是動員「文工會」（管媒體）與「社工會」（管宗教）雙管齊下，要讓光啟社動彈不得；單國璽後來做了一個重大決斷，光啟社把訊號發射設備捐給政府，成為「純製作」的媒體，成了現今只有報社和書籍、卻沒有任何媒體的原形；政府就把光啟社的設備給教育部（20%），結合國防部的資產（70%），合資成立了「華視」。
單國璽就任時，為了增進媒體運作知識，他赴英國參加BBC為期三個月的「傳播事業領導人」研習。曾被批評「你是神職人員，卻不積極傳教」，他則回覆「真正的基督徒，不是在嘴上說怎樣的愛人，或為社會做什麼善事，而是以實際行動和工作態度，活出基督的精神，別人就知道你的信仰，是無價之寶。」在新大樓落成前，因為等不及資金，於是邊做邊等資金。政府有位官員看到了，就問了資金從何而來，又不是營利事業體。「雖然資金缺乏，但我們擁有豐富的資源。」官員聽不明白，於是再次詢問。他又答「本社百名的專職工作同仁，他們的專業能力和勤勞合作的工作精神，就是最大的資源，這是不可以用金錢來衛衡量的。」而新大樓由徐匯校友、也是單國璽的愛徒、前高鐵董事長歐晉德監製。
光啟社在單國璽任內製作了侯麗芳主持的台視綜藝節目《和你在一起》、監製的單元劇《難忘的故事》。

## 教區主教
1980年，單國璽由聖座任命為天主教花蓮教區主教。任命前，他請求教廷暫時不公佈，並要由返鄉探望雙親。他在探親之旅中得知父母已在文化大革命時被批鬥身亡，而他之後也再無機會造訪老家。
1991年6月改任天主教高雄教區主教，除了從1987年起擔任台灣地區主教團主席長達21年外，並且在1992至1993年及1999至2008年間擔任輔仁大學董事長。
在花蓮擔任主教十年後，單國璽自述：「公務人員最晚六十五歲退休。我那個時候給教宗若望保祿二世寫信，我能夠想到的，為教會，為傳福音，幫助教友什麼的我都做了。讓我繼續下去只能守成了。讓年輕一點的來接我的工作。趁我現在還能爬山下海，還能走的動，讓我直接跟這些原住民一起生活。花蓮台東還有蘭嶼。附近教友都是原住民。各方面都很落後，神父每個月才去幾天，也沒神父住在那邊。那時候沒有e-mail，沒有傳真。就送電報來說，你還沒到退休年齡（天主教神職人員需滿七十五歲）。直到他去世，我三次的書面報告都沒有辦法成功。」

## 樞機主教

單國璽的樞機牧徽，格言為「在基督內重建一切」

台北聖家堂院長饒志成神父说：「那天，教廷打電話來，要求其Paul Shan Kuo Hsi當主教。其實單國璽沒有任何牧靈經驗（意思是教會相關的工作或行政經驗），他沒有啊。但是教宗回信『You can learn.』（你可以學著當主教）」。
1998年1月18日，聖座宣布擢升單國璽為樞機，同年2月21日於梵蒂岡接受教宗晉封，成為第一位以台灣主教身分擔任樞機者，領聖基所恭聖殿司鐸銜；在此之前的台灣天主教主教中，只有南京總主教斌在來台後升任樞機。擔任高雄主教時，積極籌劃於高雄市杉林區建設結合會展、福傳與社福功能的真福山社福園區。2006年1月5日，聖座公佈教宗本篤十六世批准83歲的單國璽退休，卸下教區主教職務。

## 退休後
單國璽1995年罹患攝護腺炎二期，2006年8月被發現罹患肺腺癌第4期。其罹癌消息受台灣各界關注，外界曾希望為他祈禱恢復健康，他一再婉拒：「請不要用祈禱勉強天主顯奇蹟，讓我突然病癒，這樣破壞了天主對我生命的計劃！我唯一的希望是完全承行天主旨意，或生或死都完全奉獻！」2008年單國璽曾在法鼓山台北安和分院與聖嚴法師對談，並由《聯合報》整理出書。強調自己很渺小，死後不希望世人記得他，但盼記住他用生命為信仰做見證。 
單在會曾經表示以下看法：
- 我被賦予的使命，就是讓人們看到，在人生的轉彎處，總會有一雙無限慈愛的大手在背後。化成一股力量，讓人們真正了解死亡的意義。
- 不要祈禱天主為我顯示奇蹟，因奇蹟意味破壞自然的規律，大家只需為我祈禱。請天主給我力量，讓我能夠好好的背這個十字架。
- 醫師說我得了肺腺癌，我很震驚，我不菸不酒，為什麼是我？但心裡有個聲音說：「為什麼又該是別人呢？」
- 家庭和社會最大的問題，就是缺乏是非之心。也就是所謂的良知，就如王陽明先生說的，千聖皆過影，良知乃吾師。
- 天主讓我生病是有計畫的，死亡降臨則是天主恩賜。God is Love。天主本身就是一個愛，天主的愛是無限，是分享，不是光向人要，是大公無私的愛。

### 單國璽─星雲法師對談
2006年12月16日，地點在台北國父紀念館，題目是《當基督遇見佛陀》，主持人是柴松林。單國璽樞機主教說「耶穌所說的，他來到這個世間上，不是為了受人服侍，而是要服侍人」與星雲法師說「佛陀滅度一切眾生，是從佈施眾生開始做起」，實有異曲同工之妙。

### 單國璽─聖嚴法師對談
2008年2月23日，地點在法鼓山台北安和分院，由《聯合報》記者王瑞伶、梁玉芳提問，與聖嚴法師對談。「單國璽樞機主教」與「聖嚴法師」總計約有六次對談，此為其中一次。對於死亡，佛教相信輪迴轉生，直到達到涅槃的境界；天主教不說輪迴，相信人死後進入天主的大愛。單主教笑說：「聖嚴生前，兩人多次交換意見，我們誰也沒說服誰，但是彼此互相尊重。」

### 拍攝生命關懷影片
辭世前的一個月，應新北市長朱立倫和李雪蓉衛生局長之邀拍攝防治自殺影片。分別各邀請證嚴上人、果東方丈、靈糧堂主秘等人。單國璽影片中表示「生命是非常寶貴的，是上天賜給我們的禮物。若遇到任何困難，不要把它當成絆腳石，要當成墊腳石，千萬不能怕困難」現在看來十分懷念。
2007年11月起，單國璽在休養一年後進行走遍全台灣7個教區的「生命告別之旅─人生思維巡迴講座」，透過與各界人士對談的方式，向社會大眾講述出單樞機自身一路走來的信仰軌跡。2009年，因致力於世界和平及族群和諧，並以自身病痛轉化為鼓勵人心的力量，獲頒第五屆總統文化獎「和平獎」。
2011年5月13日，於天主教失智老人基金會為失智老人舉辦的慈善募款餐會上，單樞機使用28年的公事包以新台幣200萬元拍出。6月，單國璽原訂返鄉探親，但其台胞證未獲中國官方簽准而未能成行。2012年，繼宋美齡之後，單國璽成為輔仁大學第2位榮譽董事長。

## 逝世
2012年5月，單國璽的醫療團隊發現癌細胞已經轉移到腦部及骨骼，8月20日再度因為肺炎住院。8月22日上午還親自主持彌撒，但晚間病情突然惡化，當天下午6時42分因急性肺炎引發器官衰竭，病逝於新店耕莘醫院，享壽89歲。
單國璽逝世隔日（8月23日），高雄教區劉振忠總主教率員將單國璽移靈到高雄，並在當日下午舉辦追思彌撒，由台北總教區洪山川總主教主祭、教廷駐台代表陸思道蒙席、台北總教區榮休總主教狄剛等神職人員共祭。同時，輔仁大學網站將首頁、各主要網頁改為黑白（至新學期開學），以資悼念。台灣天主教會於9月1日在高雄市道明中學舉行單國璽的殯葬彌撒，隨即於當日安葬於高雄市小港區天主教高松墓園（原計劃安葬於真福山社福園區，但因法令不允許而作罷），喪禮舉行前亦在台北總教區主教公署及高雄主教座堂放置靈位以供信徒和民眾憑弔。
逝世後，教宗本篤十六世電唁表示悲痛，梵蒂岡媒體讚譽他是「台灣宗教界對話的領袖」、「亞洲的基督見證人」，中華民國總統馬英九譽其為「全民典範」。

## 個人生活

### 關注中國大陸信仰自由
無法完成羅馬教宗若望保祿二世遺願，是單國璽最大的遺憾。單國璽曾接受若望保祿二世臨終託付，希望能夠代為進入中國大陸，探望眾多天主教徒們。不過，中華人民共和國政府開出條件，要求單國璽必須先拜會共產黨成立、管理的三自教會，並與中共指派的主教會面。最後，單國璽因拒宗教統戰、不願成為中共「宣傳工具」，而遭中共刁難，未能成行。 
西藏宗教領袖達賴喇嘛2009年9月為八八水災來台祈福，曾與單國璽對談。西藏流亡政府駐台代表達瓦才仁表示，單國璽曾向他透露「上面的人（非天主教內部）」給他很大的壓力、台灣南方的佛教領袖也規勸他別與達賴見面，「但我認為這是我必須做、是正確的！」
單國璽談中華人民共和國國家宗教事務局：「其實這個宗教局就是為了消滅宗教的，它發現消滅不了，就想要利用宗教！」
2010年9月，單國璽在台灣接見中華人民共和國國家宗教事務局局長王作安，單國璽當面向王作安提出中共應停止迫害宗教信仰的要求。
單國璽向王作安表示，「中國要談大國崛起，就不能違反普世人權，尤其是宗教信仰的權利，否則這會是中國在國際上的一個大污點，許多的國際組織也都非常關注宗教迫害的狀況。」「要談『和諧社會』就不能迫害宗教信仰，因為宗教是談道德倫理的、是從人心出發，法律強制不了人心，只有宗教信仰能使人心向善，這樣才能有和諧社會。」
單國璽說，不只是法輪功被迫害，事實上在中共建立政權前，當時在中共的佔領區中，就開始了對於天主教、基督教新教的迫害，許多被迫害的主教他也都認識，而這樣的迫害，至今未歇。

### 著作
單國璽曾鑽研領導學，譯有英國作家道格拉斯·海德所著的《獻身與領導》一書，由耶穌會所屬的光啟出版社出版。

### 逸事
1967年，單國璽任徐匯中學校長，在聖心女中畢業典禮上演講時，說出「犧牲享受，享受犧牲」，當時在台下的時任行政院長蔣經國相當讚賞。在三天後的行政院院會中，蔣經國以這句話來勉勵公務員，成為名言。
任輔仁大學董事長期間，感嘆輔仁而言「輔仁大學什麼都不缺，就是缺了一間自己的醫院。」，遂進行輔仁大學醫學院設置工作。而輔仁大學附設醫院則訂於2017年完工。

## 荣誉

### 中华民国勋章奖章
- 一等景星勋章（2006年2月16日于总统府颁授[32]）

## 社會評價

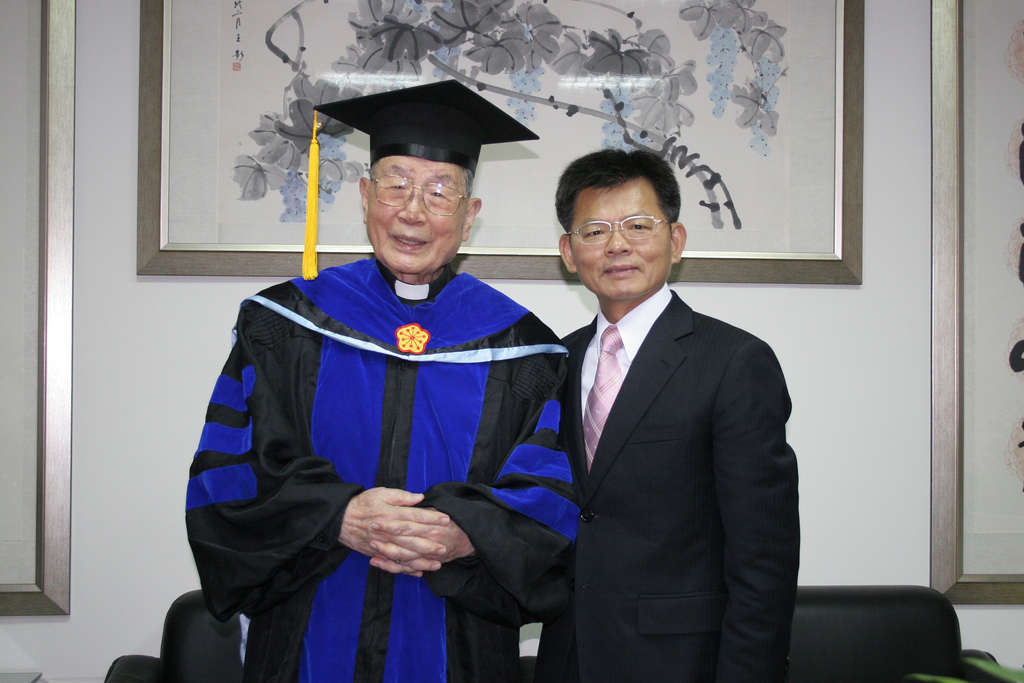
單國璽在2010年獲高雄師範大學頒發名譽教育學博士學位，與時任高雄縣縣長楊秋興合影。

- 教宗本篤十六世23日電唁單國璽樞機主教，表示悲痛[33]。教廷官方媒體紛紛撰文報導單國璽樞機生平事蹟，包括《羅馬觀察報》、《梵蒂岡廣播電台》及天主教媒體《亞洲新聞社》，相關報導讚譽「單國璽為台灣宗教界對話的領袖」、「亞洲的基督見證人」等[27]。
- 中華民國總統馬英九：知道單國璽雖身體違和多年，仍不斷透過演講與出書鼓勵人心，並長年奉行「犧牲享受、享受犧牲」，「不僅是一位宗教領袖，更是全民的典範。」[34]馬英九總統親自出席彌撒並頒發褒揚令[35]
- 釋聖嚴法師：「單國璽樞機主教在面對生死之際，豁達以對，將人生中的危機扭轉為服務大眾的契機，這份心意與智慧值得讀者們深思體會。」
- 釋星雲法師：「樞機主教單國璽神父，不但是一位慈悲的宗教家，也是一位君子，他宅心仁厚，處世平和，一向為我所敬重。」
- 西藏宗教領袖達賴喇嘛：「單樞機是一位真正的修行者！」
- 李家同教授：「我最喜歡單樞機的一點，是他的平易近人。他從不訓話，反而一直表示對別人的關心。」
- 孫越：「單樞機八十五歲了，罹患肺腺癌後，過了醫生宣告的四個月，他做的生命告別之旅，我認為很有意義，就是叫大家不要害怕死亡。他有一個最大的依靠，就是他的生命，屬於上帝，屬於天主。921後的第二年，單樞機和一些神父們，周聯華牧師，在台中地理中心碑，希望台灣有合一，彼此饒恕，彼此接納，而生命告別之旅也是再次提醒大家，應該彼此相愛，希望單樞機能早日康復。」
- 歐晉德：單樞機講的每句話，每個行動，都是我們的典範。樞機我愛你。
- 朱立熙：我永遠敬愛的老校長，除了我母親之外，沒人更了解我，當之無愧。
- 光啟社副社長丁松筠神父：認識你是我的一個福氣，很感謝你給我的工作，最近更佩服你，生病時把你的信仰分享給那麼多人。真是美好的經驗。感謝你也感謝神。
- 台北聖家堂饒志成神父：感謝你四十多年前的帶領陪伴，在我的靈修生活當中墊下一個非常深的基礎，謝謝你我愛你。

### 褒揚令
2012年，中華民國總統馬英九頒佈單國璽樞機之褒揚令（華總褒字第1117號），其原文為：
|  | 天主教會樞機主教單國璽，恢達曠度，襟懷慈悲。崢嶸歲月，紅羊浩劫，矢志獻身教會，獲羅馬聖額我略大學神修學博士學位，沈潛濬瀹，贍志道明。歷任徐匯中學校長、光啟社社長、花蓮教區暨高雄教區主教、臺灣地區主教團主席、輔仁大學董事長等職。秉持「犧牲享受、享受犧牲」理念，迭拓教區公益服務，踐履原民人文關懷；興辦社會教育事業，厚植傳播媒體專才，汎愛涵煦，沾溉默化；牧靈福傳，至真美善。嗣獲冊封樞機主教，竭心族群融合，落實國內人權保障，開啟宗教對話交流；悉力世界和平，協助推動臺梵互訪，鞏固長期友好邦誼，擲地振玉，灼然燭照；紓策折衝，譽昭宇內。曾獲頒外交部外交獎章、一等景星勳章、總統文化獎、國家公益獎暨法鼓山特殊貢獻獎等榮名，淑世布教，清範著儀。晚歲罹攖重疾，賡續籌設真福山社福園區，開展生命告別之旅，弘宣人生永恆價值，分享自身體悟，見證信仰力量，意切言深，慰彼黎庶。綜其生平，奉揚仁風，四海慕其聲采；承行主旨，萬流仰如斗山，侔德覆載，懸若日月。哲人已遠，悼惜罔極，應予明令褒揚，用示政府崇禮國士之至意。 |

### 引用
1. ↑  .   [2012-08-22]. （原始内容存档于2012-08-23）.
2. ↑  .   [2012-08-25]. （原始内容存档于2012-08-25）.
3. ↑  前台灣監牧區監牧里脇淺次郎是第一位曾任職台灣、之後在他國（日本國）獲冊封為樞機主教者，原南京總教區總主教斌是第一位任職台灣時獲冊封為樞機主教者。
4. ↑  民視《台灣演義》誤植為1965年
5. ↑  .   [2015-01-16]. （原始内容存档于2016-03-13）.
6. 1 2  台灣演義-單國璽04 （页面存档备份，存于），民視
7. ↑  台灣演義-單國璽01 （页面存档备份，存于），民視
8. ↑  此章節請參照徐匯中學五十年誌-p162,單國璽樞機主教是徐匯校長一章
9. ↑  .   [2015-01-16]. （原始内容存档于2018-07-01）.
10. ↑  .   [2012-08-24]. （原始内容存档于2013-12-17）.
11. 1 2  謝文華. . 2012-08-23  [2012-08-30]. （原始内容存档于2012-08-25）.
12. ↑  . Gcatholic.com.   [2012-09-02]. （原始内容存档于2022-03-19）.
13. ↑  黃惠鈴. . 康健雜誌137期. 天下雜誌. 2014-04-01  [2014-07-21]. （原始内容存档于2019-05-15）.
14. ↑  .   [2006-10-21]. （原始内容存档于2006-10-30）.
15. ↑  . 蘋果日報. 2012-08-23  [2012-08-30]. （原始内容存档于2016-03-09）.
16. ↑  . books.masterhsingyun.org.   [2022-08-25]. （原始内容存档于2022-08-25）.
17. ↑  ,   [2022-08-25], （原始内容存档于2022-08-25） （中文（中国大陆））
18. ↑  聯合新聞網. . 時事話題.   [2022-08-25] （中文（臺灣））.
19. ↑  . ddmscc.ddm.org.tw. 2012-09-07  [2022-08-25]. （原始内容存档于2022-08-25）.
20. ↑  Kate (kate4424). . Kate's Blog.   [2022-08-25]. （原始内容存档于2022-08-25） （中文（臺灣））.
21. ↑  . 民視新聞. 2012-09-07  [2012-07-20]. （原始内容存档于2020-05-01）.
22. ↑  〈單國璽生命告別巡迴講座列車　明開抵台北〉 - 中央社 2007年11月9日（yam天空新聞）
23. ↑  --單國璽28年公事包 200萬賣出 （页面存档备份，存于）-- - 聯合報 2011年5月14日
24. ↑  登陸探親未獲准 單國璽：天上見吧！[]
25. ↑  .   [2013-01-10]. （原始内容存档于2014-07-14）.
26. ↑  . 天亞社.   [2012-08-23]. （原始内容存档于2012-09-04）.
27. 1 2  . 蘋果日報. 2012-08-25  [2012-08-30]. （原始内容存档于2016-12-24）.
28. ↑  . 新唐人亞太電視. 2012-08-23  [2012-08-30]. （原始内容存档于2015-06-01）.
29. ↑  謝佳君、謝文華、楊久瑩. . 自由時報. 2012-08-23  [2012-08-30]. （原始内容存档于2012-08-25）.
30. 1 2  侯念祖. . 大紀元時報. 2010-09-23  [2012-08-30]. （原始内容存档于2020-05-01）.
31. ↑  溫金柯（中央廣播電台資深記者、節目製作人）. . 溫金柯部落格-象山腳下信佛的宗教研究人. 2010-09-23  [2012-08-30]. （原始内容存档于2020-05-01）.
32. ↑  . 中华民国总统府. 2006-02-16  [2021-08-29]. （原始内容存档于2021-08-29）.
33. ↑  . 中央通訊社. 2012-08-24  [2012-08-30]. （原始内容存档于2013-12-17）.
34. ↑  李淑華. . 中央通訊社. 2012-08-22  [2012-08-30]. （原始内容存档于2012-08-23）.
35. ↑   (新闻稿). 中華民國總統府. 2012-09-01  [2012-09-23]. （原始内容存档于2015-09-24）.
36. ↑  . 明令褒揚. 中華民國總統府.   [2014-01-05]. （原始内容存档于2017-08-25）.

## 外部連結
- 一根蠟燭（页面存档备份，存于） - 輔大設置的單國璽樞機主教感念緬懷網站
- 公事包與聖戒…沒錢財卻富有（页面存档备份，存于）
- 輔大附設醫院2012年宣傳影片（單國璽發言）（页面存档备份，存于）
- 輔大校慶揭幕 單樞機文物新書曝光（页面存档备份，存于）
- Paul Cardinal Shan Kuo-hsi, S.J.（页面存档备份，存于） - Catholic-hierarchy.org